# Kalar
De Kalar (Russisch: Калар), in de bovenloop Tsjina (Чина) genoemd, is een 511 kilometer lange rivier in het zuidoosten van Siberië. De rivier stroomt door de districten Kalar en Toengokotsjenski van de Russische kraj Transbaikal en is een (rechter)zijrivier van de Vitim binnen het stroomgebied van de Lena.

## Loop

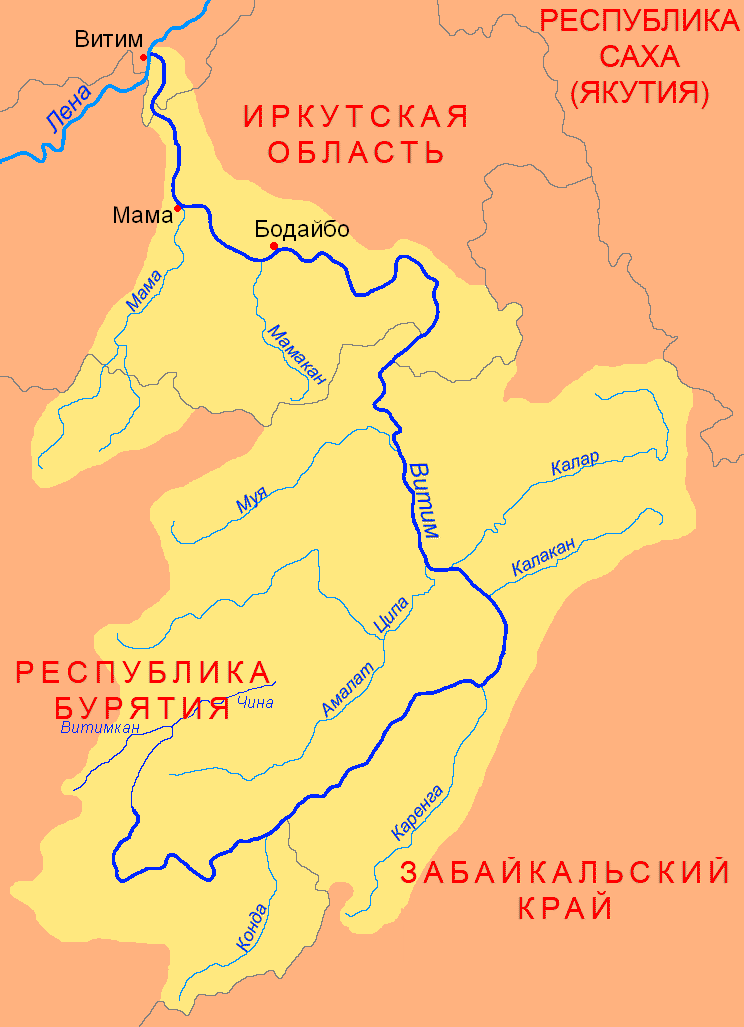
De Vitim met Kalar (Калар) in het oosten

De rivier ontspringt op de uitlopers van de bergketen Oedokan in het oosten van het Stanovojplateau en stroomt eerst als de Levaja Tsjina ("Linker Tsjina") naar het oosten, om eerst vanuit het zuiden de Pravaja Tsjina ("Rechter Tsjina") op te nemen en daarna als de Tsjina verder te stromen door het Tsjinadal. Vervolgens neemt de rivier twee meren op en enkele rivieren, waaronder de Sakoekan vanuit het noorden. Vanaf dat punt wordt de rivier Kalar genoemd. De rivier stroomt de Boven-Kalarlaagte binnen en buigt bij de instroom van de Tsjitkanda af naar het zuiden en steekt het Kalargebergte over om dan al meanderend verder naar het westen te stromen en uiteindelijk naar het zuidwesten in de richting van de Vitim. De midden- en benedenloop stroomt door de Midden-Kalarlaagte tussen het Kalargebergte in het noorden en het Jankangebergte in het zuiden.

## Hydrologie
De rivier is bevroren van halverwege oktober tot halverwege mei en wordt vooral gevoed door regen. De gemiddelde jaarlijkse waterafvoer bij het dorp Sredny Kalar (156 km van de monding) bedraagt volgens metingen tussen 1964 en 1990 160,97 m³/s met een maximum in juni van 546,15 m³/s en een absoluut maximum van 1310 m³/s in juli 1988.

## Natuur
Langs de rivier groeien lariksen, grove dennen, zilversparren en Siberische dennen.

## Gebruik
De oevers van de rivier zijn grotendeels onbewoond. Het enige dorp aan de rivier is Sredny Kalar. Langs de Levaja en Pravaja Tsjina werd tussen 1998 en 2001 vanaf de BAM bij Novaja Tsjara een spoorlijn naar de vanadium- en titaniummijn Tsjina aangelegd aan het einde van de Pravaja Tsijna. 
De Kalar is populair onder watertoeristen voor onder andere raften en kajakken (moeilijkheidsgraad 3-4). De rivier is rijk aan vis zoals vlagzalm, lenok, taimen en houting.

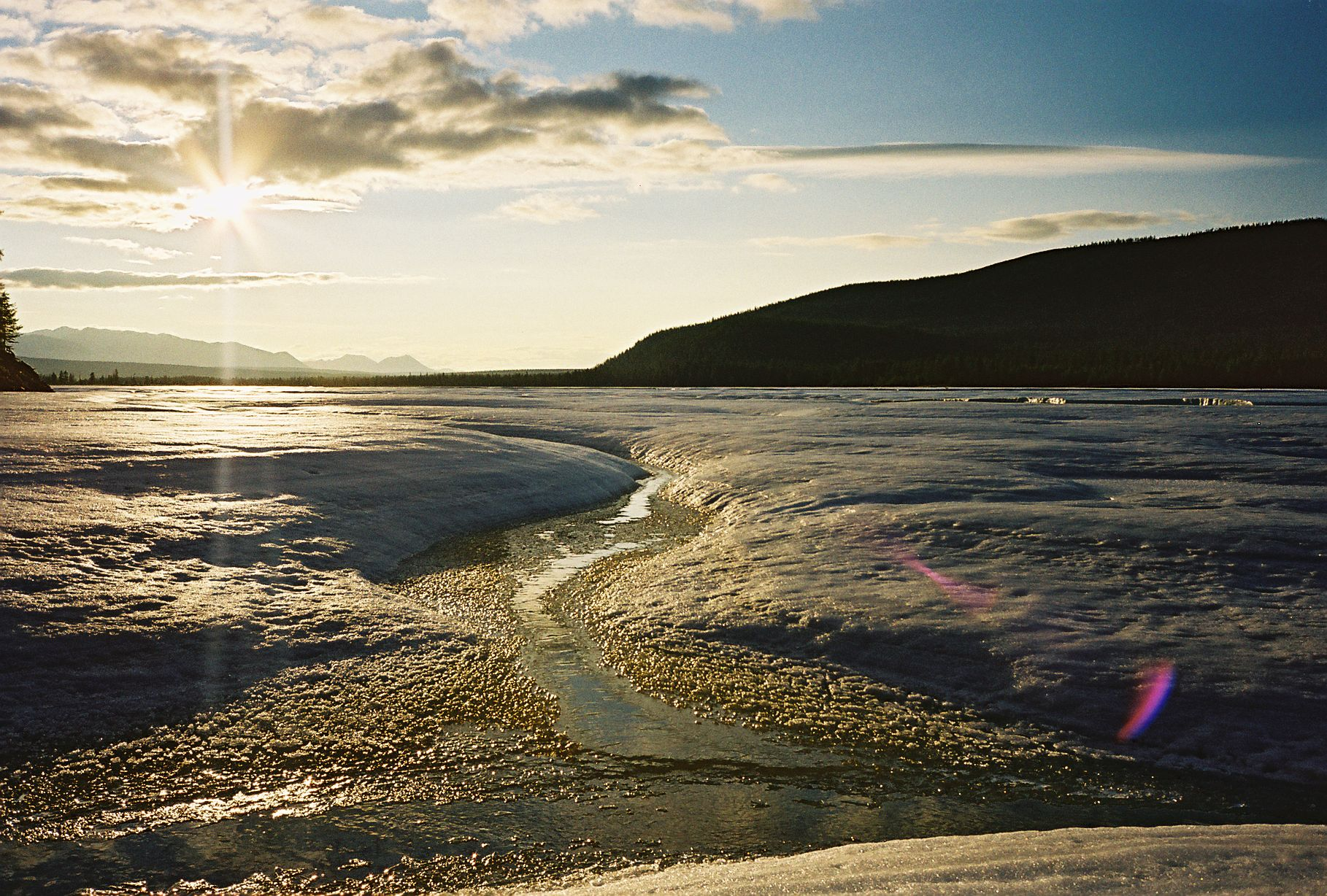
Bij de bron van de rivier
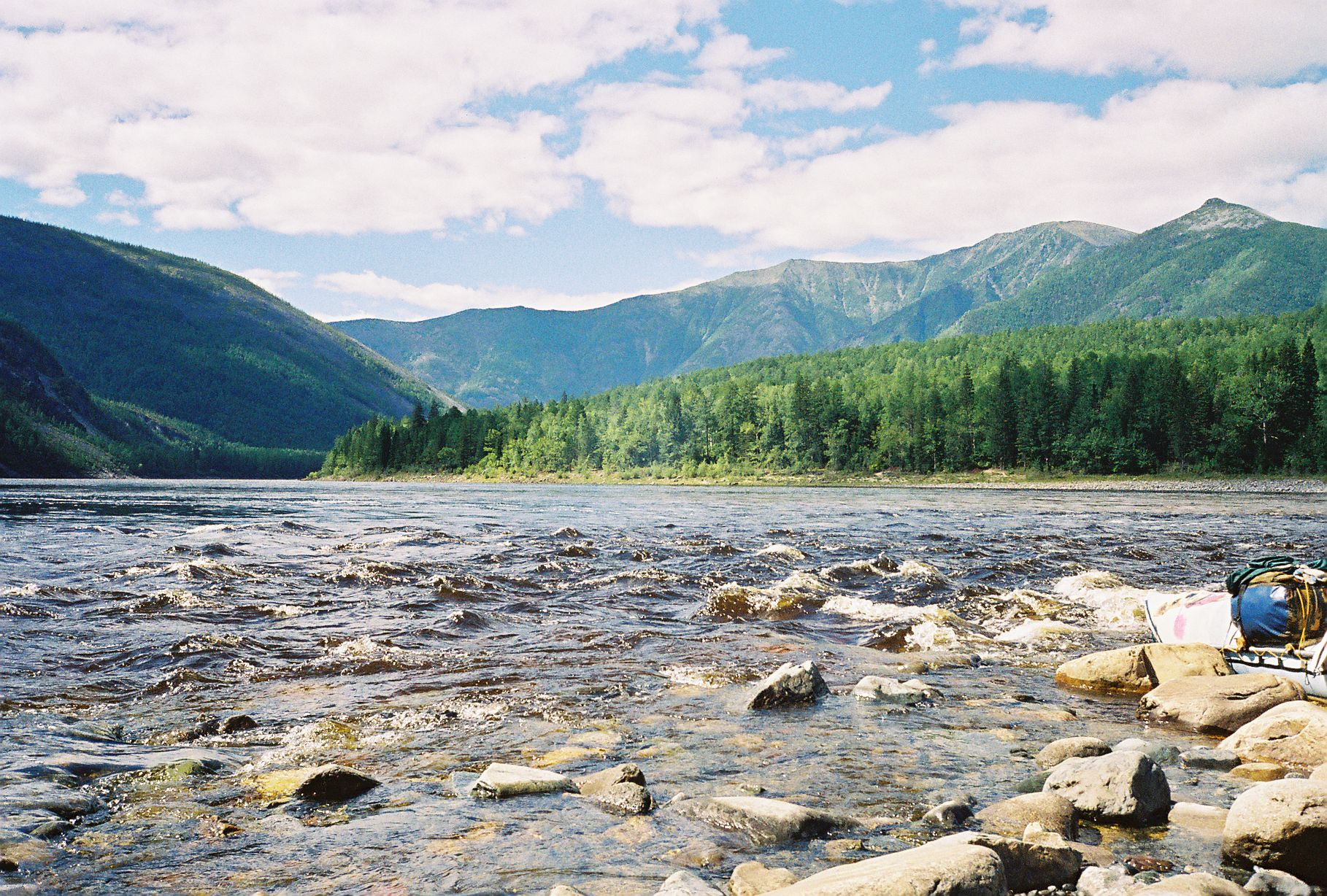
De Kalar
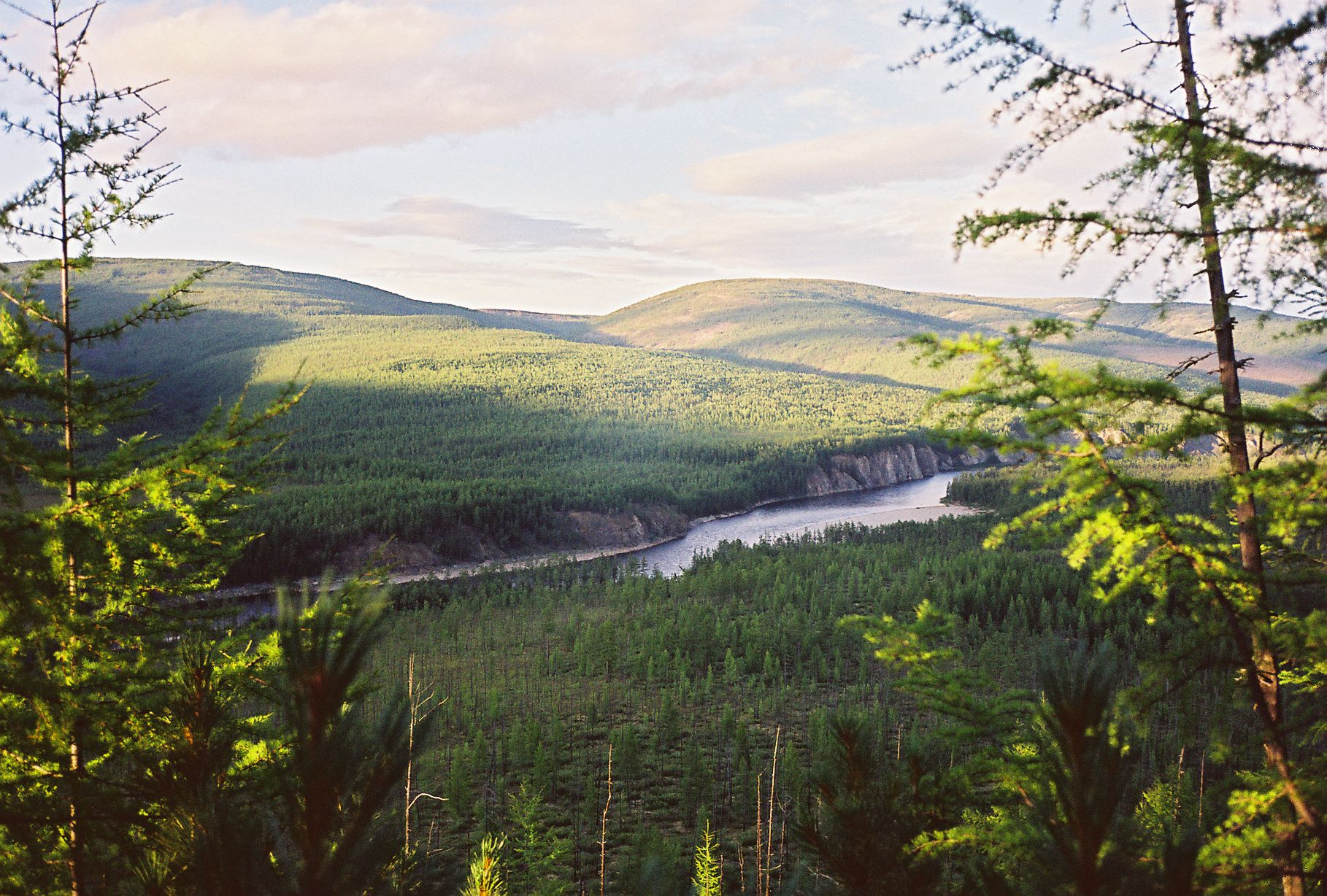
De rivier gezien vanuit de bergen
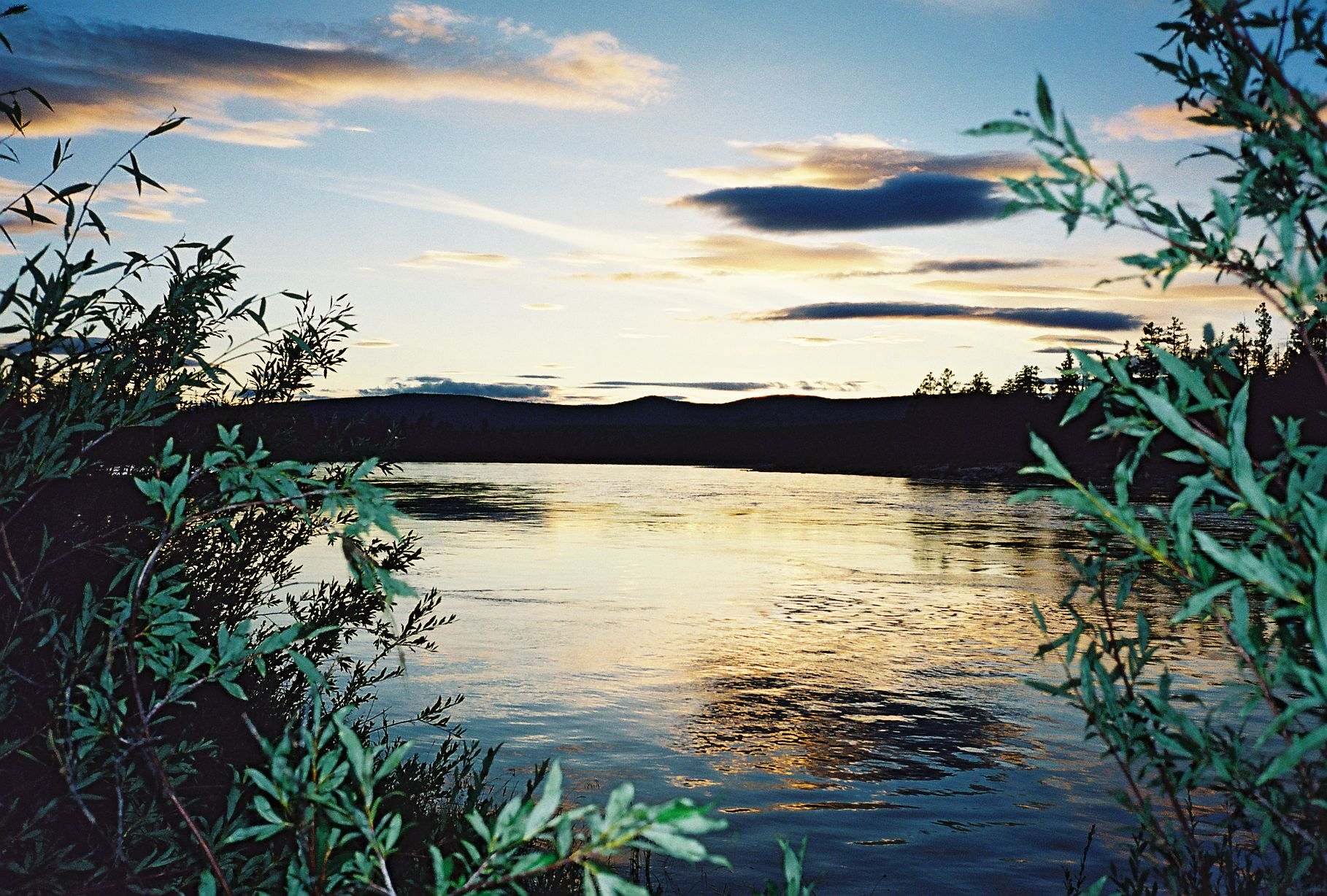
Bij avond
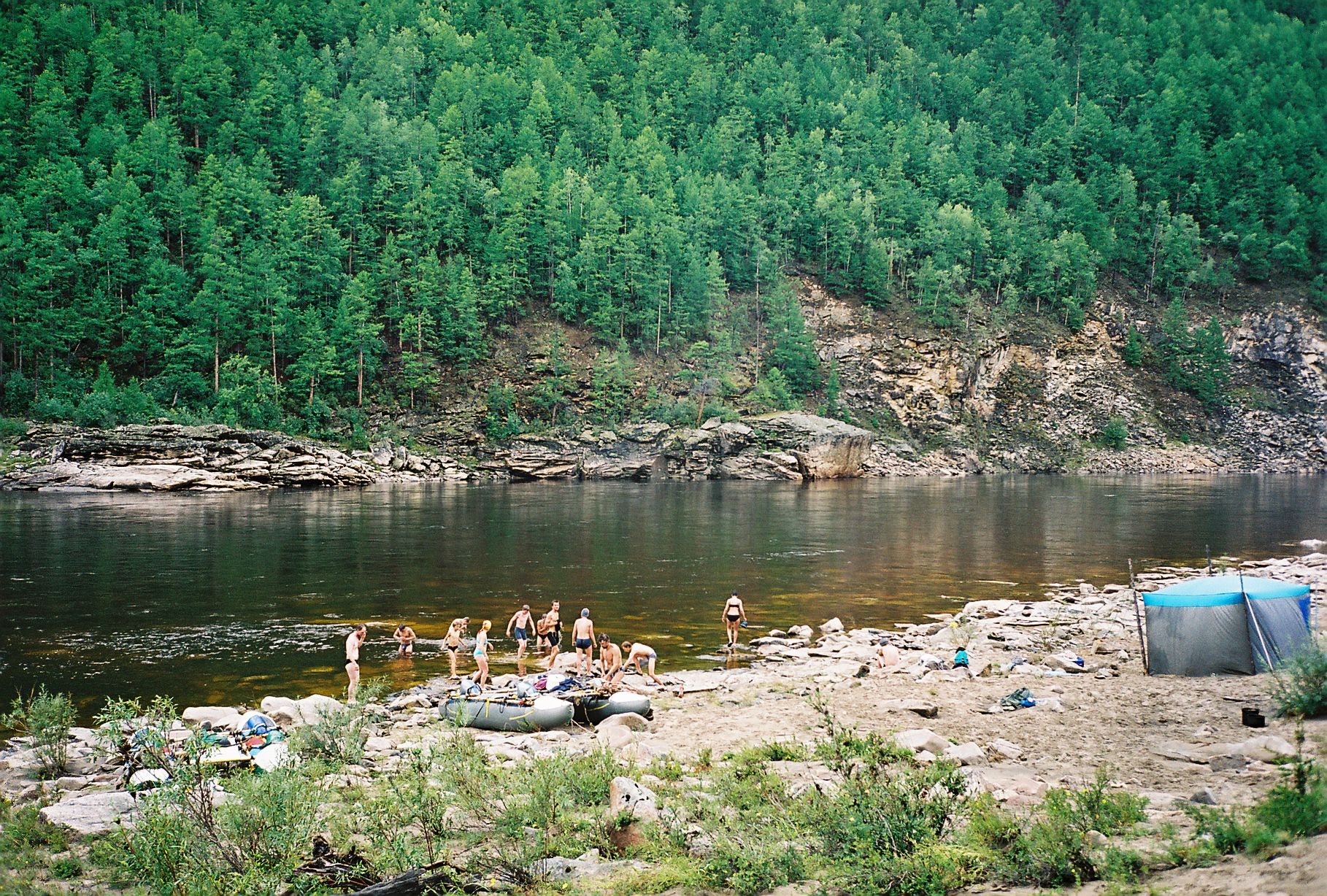
Watertoerisme

## Zijrivieren
Het riviersysteem van de Tsjara telt een groot aantal zijrivieren. In de onderstaande tabel zijn deze gerangschikt van de monding tot aan de bron.
- 20 km: Dzjeloe (Джелу)
- 30 km: naamloze rivier
- 35 km: Topor (Топор)
- 47 km: Boegoengda (Бугунгда)
- 55 km: Tsjeremnaja (Черемная)
- 63 km: Nikolajevka (Николаевка)
- 72 km: Oktokit-Kalarski (Октокит-Каларский)
- 86 km: Kamenny (Каменный)
- 107 km: Talakan (Талакан)
- 114 km: Talakit (Талакит)
- 127 km: Tostoer (Тостур)
- 133 km: Kaloer (Калур)
- 135 km: Kontsjan (Кончан)
- 136 km: Djomkoe (Дёмку)
- 138 km: Koekekilak (Кукэкилак)
- 142 km: Levy Joemrtsjen (Левый Юмурчен)
- 142 km: Pravy Joemrtsjen (Правый Юмурчен)
- 147 km: Ogljoer (Оглюр)
- 151 km: Imanaptsjakit (Иманапчакит)
- 153 km: Kapadjakan (Кападякал)
- 159 km: Koerelak (Курелак)
- 162 km: Djolo (Дёло)
- 165 km: Toeroektak (Туруктак)
- 172 km: Peskatsjan (Пескачан)
- 174 km: Soegoenoergoet (Сугунургут)
- 175 km: Toekalatsji (Тукалачи)
- 186 km: Biramijan (Бирамиян)
- 186 km: Nekeng (Некэнг)
- 187 km: Soktolak (Соктолак)
- 197 km: Katel (Катель)
- 199 km: Sipoenak (Сипунак)
- 201 km: Tetingnjach (Тетингнях)
- 206 km: Djavandak (Дявандак)
- 208 km: Talgig (Талгиг)
- 212 km: Kivetyk (Кивэтык)
- 212 km: Stannach (Станнах)
- 219 km: Doelej (Дулей)
- 224 km: Tsjopkokon (Чопкокон)
- 227 km: Tsjoektsjoedoe (Чукчуду)
- 231 km: Giptsjenak (Гипчэнак)
- 236 km: Tajach-Noeoradach (Таях-Нуорадах) of Kacherga (Кахерга)
- 240 km: Dolgatsji (Долгачи)
- 247 km: Kalakata (Калаката)
- 251 km: Kjoeëch-Yarga (Кюэх-Ыарга) of Tsjopkokon (Чопкокон)
- 260 km: Boektsjanak (Букчанак)
- 267 km: Topkomtsjek (Топкомчек)
- 272 km: Dolkatsji (Долкачи)
- 280 km: Sakoekan (Сакукан)
- 280 km: Loetsja (Луча)
- 294 km: Djaltoekta (Дялтукта)
- 295 km: Sirigoetsji (Сиригучи)
- 301 km: Moedobkit (Мудобкит)
- 304 km: Soelaki (Сулаки)
- 306 km: Imannan (Иманнан)
- 317 km: Katoegin (Катугин)
- 324 km: Oeikan (Уикан)
- 325 km: Nesmoetsji (Несмучи)
- 330 km: Toekalatsji (Тукалачи)
- 351 km: Demkoe (Демку)
- 362 km: Nizjni Kongakatsji (Нижний Конгакачи)
- 373 km: Verchni Kongakatsji (Верхний Конгакачи)
- 378 km: Orogotsji (Орогочи)
- 392 km: Taprakan (Тепракан)
- 395 km: Amnoennakatsji (Амнуннакачи)
- 408 km: Kalarski Kalakan (Каларский Калакан)
- 417 km: Moetsjoekatsji (Мучукачи)
- 419 km: Moeloekan (Мулукан)
- 426 km: Amnoennakatsji
- 427 km: Bolsjoj Sjoetsjoekan (Большой Шучукан)
- 434 km: Gramnatsji (Грамначи)
- 437 km: Koedir (Кудир)
- 451 km: Tsjitkanda (Читканда)
- 451 km: Boroda (Борода)
- 457 km: naamloze rivier
- 460 km: naamloze rivier
- 460 km: Talakan (Талакан)
- 462 km: naamloze rivier
- 466 km: Sakoekan (Сакукан)
- 471 km: Doros (Дорос)
- 476 km: Ozjora Amoedisa (Озёра Амудиса)
- 478 km: naamloze rivier
- 482 km: Solotoj (Солотой)
- 485 km: Kiltsjeris (Кильчерис)
- 486 km: Verchni Solotoj (Верхний Солотой)
- 489 km: Pravy Kiltsjeris (Первый Кильчерис)
- 510 km: Pravaja Tsjina (Правая Чина)